# Cuisine bhoutanaise

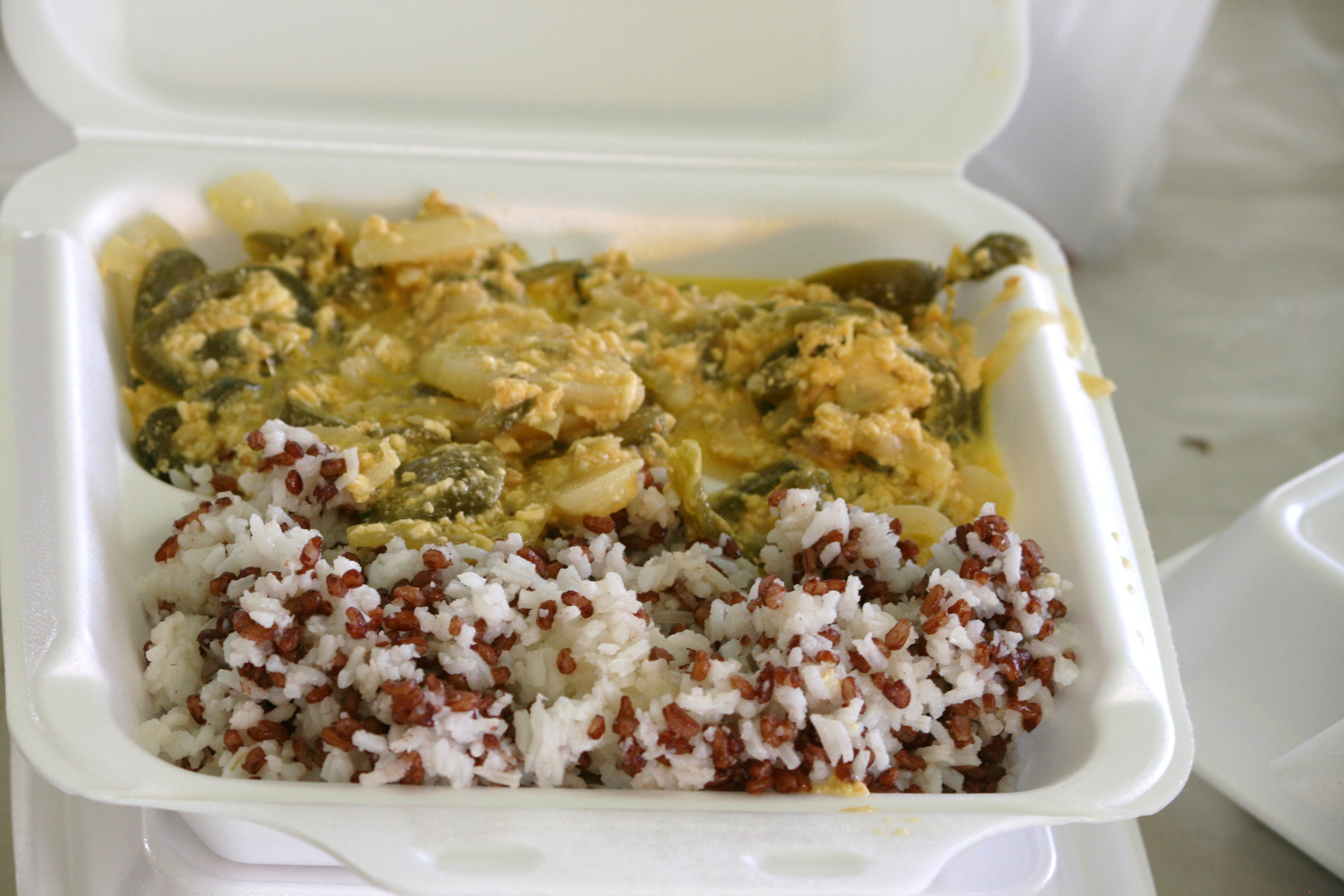
Le plat national bhoutanais, de l'hemadatsi et un mélange de riz rouge du Bhoutan et de riz blanc.

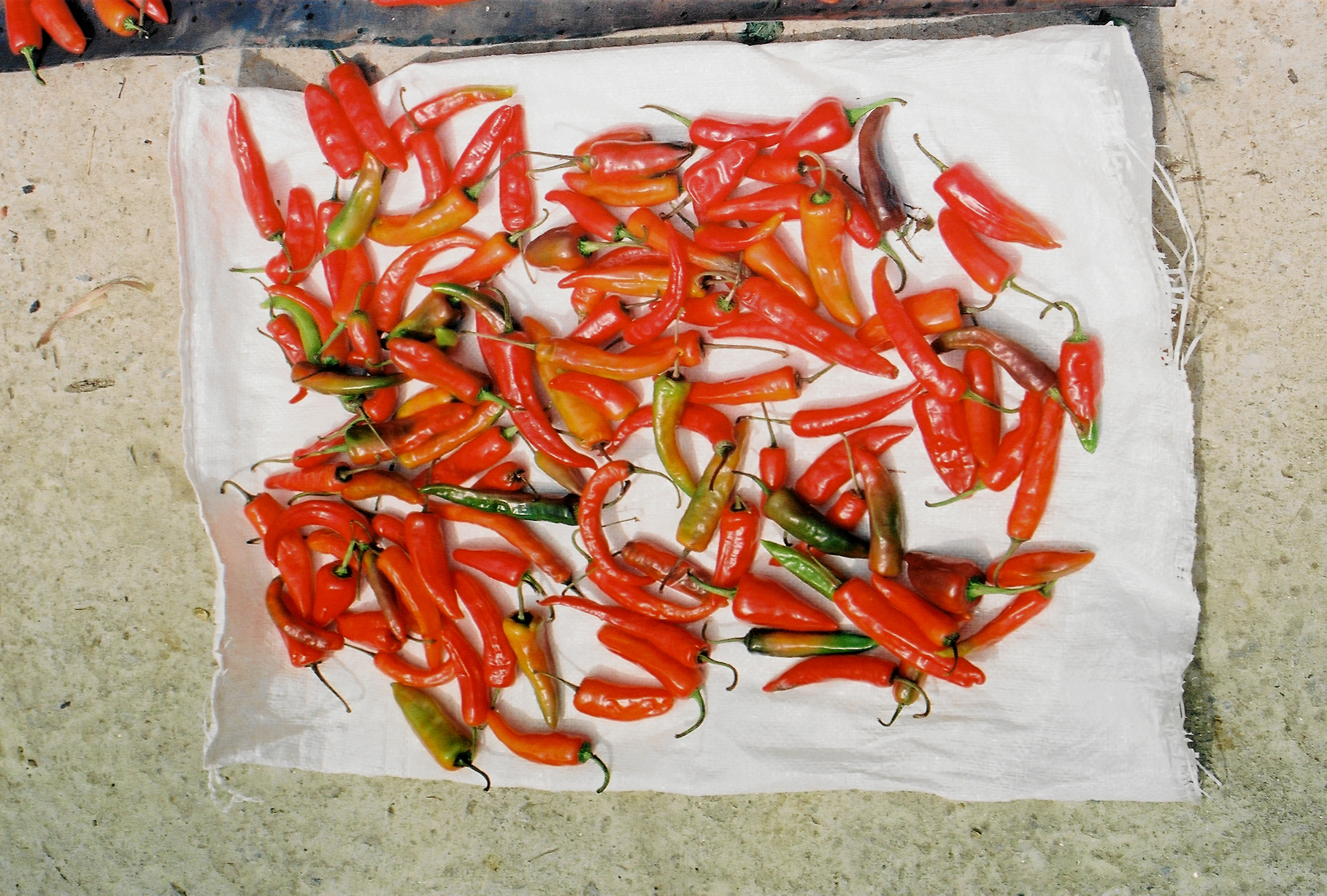
Piment bhoutanais au marché de Thimphu.

La cuisine bhoutanaise (dzongkha : འབྲུག་ཟས་ ; Wylie : brug-zas) utilise principalement du riz rouge, du sarrasin et, de plus en plus, du maïs. Le riz rouge, similaire au riz brun en texture mais avec un goût de noisette, est le seul à pousser en haute altitude. Sont également consommés dans les collines le poulet, la viande de yak, le bœuf séché, le porc et le mouton. Les plats principaux durant la saison froide sont des soupes et des ragouts de viande, de fougères, de lentilles, de légumes séchés épicés avec du piment et accompagné de fromage.
L'ema datshi, fait de fromage très épicé, similaire au chili con queso, peut être considéré comme le plat national du fait de son omniprésence et de la fierté qu'en ont les Bhoutanais. Le zow shungo est un mélange de riz et de bubble and squeak, le jasha maru est un plat à base de poulet, et du riz cantonais peut servir d'accompagnement.
La cardamome, le gingembre, le piment, l'ail, le curcuma et le carvi sont utilisés pour épicer les plats.
Les produits laitiers, particulièrement le beurre et le fromage faits avec du lait de yak ou du lait de vache, sont aussi populaires.
Les boissons les plus répandues sont le thé au beurre, le thé, le vin de riz et la bière.
Lorsque de la nourriture est offerte, il faut selon la coutume bhoutanaise la refuser en se couvrant la bouche de la main et en disant « meshu meshu » et n'accepter qu'à la deuxième ou troisième offre.